# فكتور كوزلوف
فكتور كوزلوف (بالروسية: Козлов, Виктор Николаевич)‏ (و. 1975  م) هو لاعب هوكي الجليد، من روسيا، ولد في تولياتي، شارك في الألعاب الأولمبية الشتوية 2006، والألعاب الأولمبية الشتوية 2010، مركز لعبه هو مركز ‏.

## روابط خارجية
- فكتور كوزلوف على موقع دوري الهوكي الوطني (الإنجليزية)
- فكتور كوزلوف على موقع دوري الهوكي للقارات (الإنجليزية)
- فكتور كوزلوف على موقع EliteProspects.com (الإنجليزية)
- فكتور كوزلوف على موقع Eurohockey.com (الإنجليزية)
- فكتور كوزلوف على موقع HockeyDB.com (الإنجليزية)
- فكتور كوزلوف على موقع Hockey-Reference.com (الإنجليزية)
- فكتور كوزلوف على موقع أوليمبيديا (الإنجليزية)